# Kotórz Wielki
Kotórz Wielki (dodatkowa nazwa w j. niem. Groß Kottorz) – wieś położona w województwie opolskim, w powiecie opolskim, w gminie Turawa.

## Nazwa
W księdze łacińskiej Liber fundationis episcopatus Vratislaviensis (pol. Księga uposażeń biskupstwa wrocławskiego) spisanej za czasów biskupa Henryka z Wierzbna w latach 1295–1305 miejscowość wymieniona jest w zlatynizowanych formach Chors oraz Chotors we fragmencie Chotors Domanonis Staniconis et Jacobi coci solvitur decima more polonico.
W 1936 roku zmieniono nazwę na Groß Kochen.

## Historia
Kotórz Wielki położony jest nad Jeziorem Turawskim. Zaporę wodną zaczęto budować w 1933 roku i zakończono w 1938. Przy budowie przeniesiono 3 mln metrów sześciennych ziemi, zużyto 225 tys. ton kamienia, 10 tys. ton cementu i tyle samo stali zbrojeniowej. Wzniesiono wały ochronne długości 6 km, które sięgają wysokości 13 m. W związku z zalaniem zbiornika wodnego nastąpiła migracja ludności - mieszkańcy Kryśliny, Zamościa i Kuchar przenieśli się do m.in. Kotorza Wielkiego by dalej prowadzić gospodarstwa.
W czasie plebiscytu górnośląskiego w 1921 roku w miejscowości padł remis - za Niemcami i Polską oddano po 164 głosy. W plebiscycie wzięło udział 44 emigrantów z których większość oddało głos na Niemcy.
Do dziś istnieje Ochotnicza Straż Pożarna wybudowana i założona w 1934 roku. Pierwsze zapisy w kronice pochodzą z 1936 roku. OSP organizowała i organizuje wiele zabaw tanecznych dla mieszkańców w "Klubie Strażaka". Strażacy podtrzymują tradycję wodzenia niedźwiedzia od 1978 roku: chodzą z "misiem" po całej wsi wraz z orkiestrą, składają życzenia. W zamian dostają datki, które przeznaczają na remont remizy. Wieczorem odbywa się "zabawa niedźwiedziowa". Budynek, w którym mieściło się przedszkole i mieszkanie byłego nauczyciela zostało wyremontowane. Dzisiaj mieści się tam świetlica środowiskowa i sala Mniejszości Niemieckiej "Pod Lipą", gdzie organizowane są imprezy okolicznościowe.

## Zabytki
Do wojewódzkiego rejestru zabytków wpisany jest:
- kościół par. pw. św. Michała Archanioła, z 1782 r., XIX w.; pierwszy drewniany kościół istniał przed 1292 rokiem. Drugi, również drewniany, stał w miejscu dzisiejszej kaplicy pogrzebowej, która jest pozostałością dawnego prezbiterium. W 1982 roku przystąpiono do restauracji obecnego kościoła. Wyciągnięto z ozdobnej kuli wieńczącej wieżę pozostawiony tam przed 200 laty dokument, zaświadczający, że: Franciszek hr. von Gaschin, wysoce urodzony, żonaty z Anną Barbarą von Garnier, zdecydował ku większej czci Boga, za swoje pieniądze wybudować nowy kościół. 31 stycznia 1782 roku otrzymał zgodę biskupa wrocławskiego. W lutym tego roku rozpoczęto budowę, a w październiku budynek pokryto dachem. Ostatnie zdanie dokumentu brzmi: Do kuli został włożony przeze mnie proboszcza Karola Padiery ten oto dokument dla Ciebie człowieku i przyszłych pokoleń. W 1882 roku obchodzono 100-lecie budowy kościoła. Ówczesny proboszcz, ksiądz C. Kahl był badaczem dziejów parafii, gromadził dokumenty. Do parafii należą: Kotórz Wielki, Kotórz Mały, Turawa i Marszałki.